# Европско првенство у рагбију 15 Трофеј 2024/25.
Европско првенство у рагбију 15 Трофеј 2024/25. (службени назив: 2024–25 Rugby Europe Trophy) било је 7. издање овог такмичења.
Рагбисти Пољске су освојили прво место. 
Хрватска се изборила за опстанак, а у нижи ранг је испао Луксембург.

## Резултати
- Литванија - Луксембург 47-20
- Шведска - Чешка 22-16
- Литванија - Шведска 19-26
- Чешка - Хрватска 49-26
- Хрватска - Шведска 31-42
- Пољска - Литванија 40-13

- Хрватска - Литванија 32-23
- Чешка - Пољска 15-22
- Луксембург - Хрватска 31-31
- Пољска - Хрватска 58-27
- Чешка - Луксембург 40-16
- Литванија - Чешка 3-44
- Луксембург - Шведска 18-57
- Луксембург - Пољска 10-33
- Шведска - Пољска 25-29

## Табела
|   | Селекција  | ИГ | Д | Н | И | ПД  | ПП  | ПР   | ББ | Б  |  |
| - | ---------- | -- | - | - | - | --- | --- | ---- | -- | -- |  |
| 1 | Пољска     | 5  | 5 | 0 | 0 | 182 | 90  | +92  | 2  | 22 |  |
| 2 | Шведска    | 5  | 4 | 0 | 1 | 192 | 113 | +79  | 2  | 18 |  |
| 3 | Чешка      | 5  | 3 | 0 | 2 | 164 | 89  | +75  | 4  | 16 |  |
| 4 | Хрватска   | 5  | 1 | 1 | 3 | 147 | 203 | -56  | 0  | 6  |  |
| 5 | Литванија  | 5  | 1 | 0 | 4 | 105 | 182 | -77  | 1  | 5  |  |
| 6 | Луксембург | 5  | 0 | 1 | 4 | 95  | 208 | -113 | 0  | 2  |  |

| Победник Европског првенства у рагбију 15 Трофеј 2024-2025. |
| ----------------------------------------------------------- |
| Пољска 2. евро титула                                       |

## Извори и референце
1. ↑  https://www.rugbyeurope.eu/competitions/men-s-trophy-24-25
2. ↑  https://www.rezultati.com/rugby/europa/rugby-europe-trophy/tablica/#/IcPZdVcK/table/overall